# ادامو، جیمینا کلومنیس
ادامو، جیمینا کلومنیس (به لاتین: Adamów, Gmina Kłomnice) در لهستان است که در استان سیلسیان واقع شده‌است.

## خصوصیات
ادامو ۳۰۸ نفر جمعیت دارد.